# Psittaculirostris edwardsii

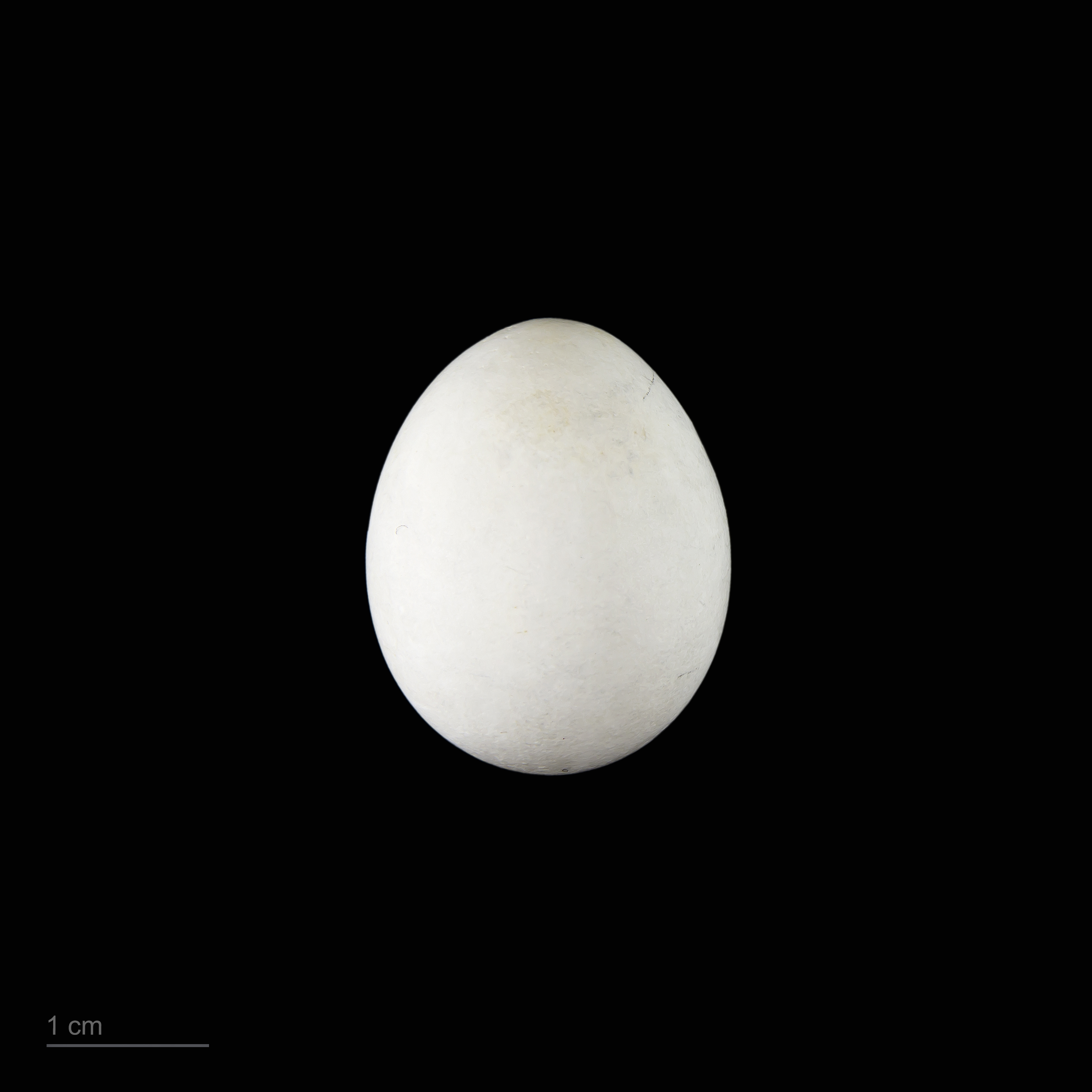
Psittaculirostris edwardsii - MHNT

El lorito de Edwards (Psittaculirostris edwardsii) es una especie de ave psitaciforme de la familia Psittaculidae endémica de la península de Huon, en Nueva Guinea.